# 1766 Слайфер
1766 Слайфер (1766 Slipher) — астероїд головного поясу, відкритий 7 вересня 1962 року.
Тіссеранів параметр щодо Юпітера — 3,335.